# Stackfreed

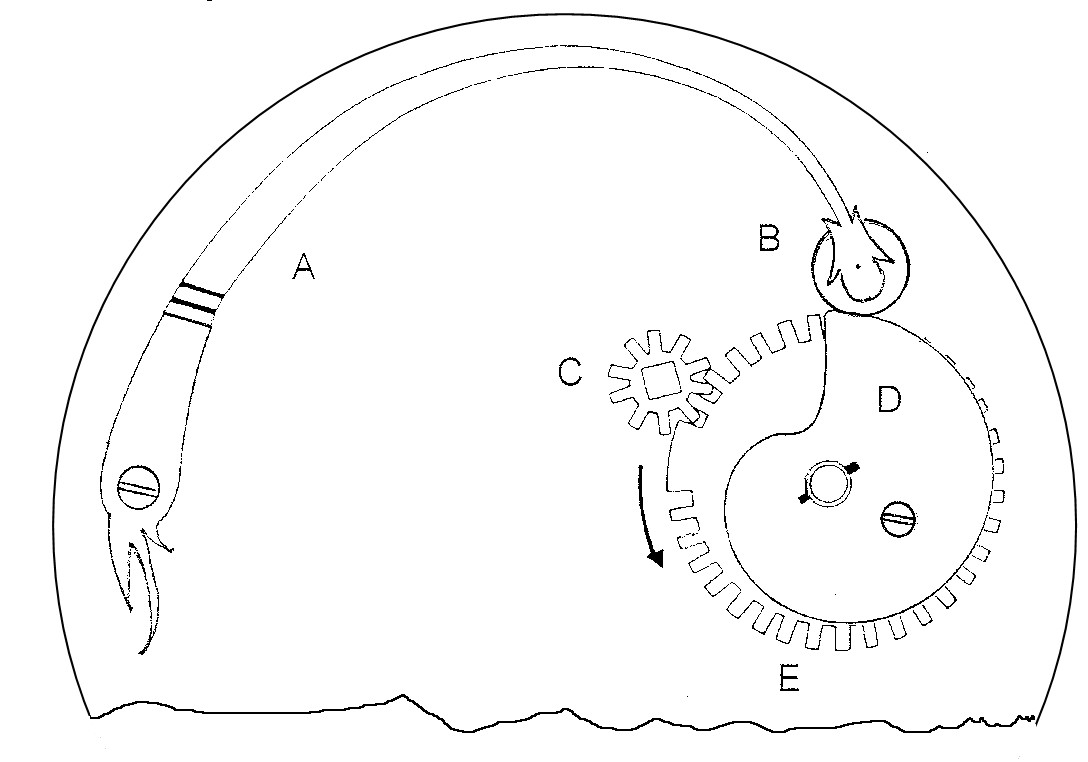

Das Stackfreed, irreführend auch Federbremse genannt, ist ein einfacherer Mechanismus, der die variierende Kraft der Zugfeder einer Uhr auszugleichen vermag, indem es bei voll aufgezogenem Uhrwerk bremsend und bei Nachlassen der Federkraft unterstützend wirkt. Denn je mehr eine Zugfeder gespannt ist, umso größer ist das vom Antriebsrad gelieferte Drehmoment. Das Stackfreed besteht aus einer mit dem Antriebsrad (im Bild Stopprad genannt) fest verbundenen Kurvenscheibe und einer Blattfeder, die mit einer Rolle auf den äußeren Rand der Kurvenscheibe drückt. Der Drehmomentausgleich ist dann optimal, wenn das Drehmoment aus der Summe der von der Zugfeder und vom Stackfreed bewirkten Drehmomente über den gesamten Ablauf konstant bleibt, was durch eine entsprechende Gestaltung von Kurvenscheibe und Blattfeder erreicht werden kann.
Die meisten Kurvenscheiben sind mehr oder weniger schnecken- oder nierenförmig ausgelegt. Beim Stackfreed wirken gleichzeitig zwei unterschiedliche mechanische Effekte, nämlich Reibungs- und Drehmomenteinflüsse. Die zwischen Blattfeder und Kurvenscheibe sowie im Lager des Antriebsrades bestehende Reibung reduziert das Drehmoment, der Druck der Blattfeder auf die Kontur der Kurvenscheibe kann es aber sowohl reduzieren als auch verstärken (vergl. Funktion der Herzscheibe zur Nullstellung der Zeiger in Chronographen). Theoretische Überlegungen von Nuttall und praktische Versuche von Pavel zeigen, dass das vom Stackfreed erzeugte Drehmoment ausreicht, um den Drehmomentausgleich zu erzielen. Demnach beruht die Funktion des Stackfreeds weniger auf Reibung (Federbremse), als auf dem vom Stackfreed erzeugten Drehmoment.
Das Stackfreed fand hauptsächlich im süddeutschen Raum von ca. 1510 bis ca. 1650 Verwendung, also  nach der Erfindung des „besseren“ Ausgleichsmechanismus Kette/Schnecke. Der Grund dafür war, dass das Stackfreed einfacher zu konstruieren sowie zu reparieren war und den Bau flacherer Uhren erlaubte.
Herkunft und Bedeutung der Bezeichnung Stackfreed sind ungeklärt. In der Encyclopédie von Diderot und d’Alembert (Encyclopédie ou Dictionnaire raisonné des sciences, des arts et des métiers) wird der Mechanismus Stackfreed unter der Bezeichnung „stochfred“ beschrieben.

## Weiterführende Literatur
- Heinrich Pavel: Anmerkungen zum Stackfreed. In: Jahresschrift der deutschen Gesellschaft für Chronometrie. Band 42, 2003, S. 65–85.
- Hugh Tait: The Stackfreed. With technical descriptions by P.G. Coole, revised by David Thompson. (= Cat. of Watches in the British Museum. 1). London 1987.